# China Star Entertainment Group
China Star Entertainment Group (中國星集團) est une société de production et de distribution cinématographique hongkongaise fondée en 1989 par le producteur Charles Heung.

## Histoire
China Star Entertainment Group est fondée en 1992 par Charles Heung qui en devient le président tandis que sa femme, Tiffany Chen, devient vice-présidente et productrice administrative.
China Star Entertainment et ses filiales sont principalement actives dans la production et la distribution de films et séries TV en cantonais. La société est également engagée dans les services d'agents d'artistes et de postproduction.
Au cours des dernières années, China Star s'est réorganisée dans des activités de divertissement, multimédia, de production, de distribution, de développement immobilier, d'investissement immobilier et de jeux.

## Films
Le catalogue de films de China Star s'étend sur dix ans et a produit des films dans des genres très différents tels que le film de triades Election et sa suite Election 2, en compétition à Cannes, le film d'action fantastique Black Mask, et les comédies My Left Eye Sees Ghosts et Fat Choi Spirit. Ces films et d'autres, dont la majorité ont été produits au cours des dix dernières années, mettent en vedette certains des plus célèbres acteurs de Hong Kong, tels que Jet Li, Andy Lau, Simon Yam, Sammi Cheng, Gigi Leung, Lau Ching-wan, Louis Koo, Cherrie Ying et Cecilia Cheung.
En 2001, les quatre films les plus populaires et reconnus par la critique produits par China Star, à savoir Wu Yen, Love on a Diet, La Brassière et Old Master Q 2001, totalisent environ 107 millions HK$, soit 38% du total des recettes du box-office des dix premiers films chinois à Hong Kong. En 2002, My Left Eye Sees Ghosts, The Lion Roars (en), Mighty Baby et Fat Choi Spirit totalise 73 millions de HK$ de recettes, ce qui en fait quatre des films chinois les plus populaires de l'année. En 2004, la comédie Fantasia est le deuxième plus grand succès hongkongais de l'année.
En 2005, l'industrie cinématographique connait une crise économique et un afflux de copies illégales au format VCD et DVD. Le nombre total de films en dialectes chinois diminue sensiblement. China Star produit 11 films au total, soit 18% des 61 films produits à Hong Kong au cours de l'année, dont beaucoup connaissent un succès international. Les films de la Milkyway Image de Johnnie To et Wai Ka-fai, comme Election, Election 2 et Mad Detective, connaissent le succès au box-office à Hong Kong et sont vendus dans une multitude de pays (comme les États-Unis, la France ou l'Argentine). China Star produit un nombre limité de films après avoir produit Poker King en 2009. En 2014, League of Gods est considéré comme un projet de retour pour China Star, s'agissant d'un film en relief doté d'un budget de 300 millions HK$ et mettant en vedette Jet Li, Louis Koo, Huang Xiaoming, Angelababy et Jacky Heung (en).

## Propriété immobilière
En juin 2017, China Star vend son patrimoine hôtelier de Macao à la société de casino Paradise Entertainment pour 2,38 milliards HK$. Le cours des actions de la société augmente de 62% dans les échanges boursiers au lendemain de l'annonce. China Star déclare ensuite son intention d'utiliser une partie des revenus de la vente pour développer un « complexe résidentiel et commercial de luxe à deux gratte-ciels » sur un terrain qu'elle possède à côté de l'hôtel et où la construction a débuté le mois précédent.
Fin 2017, China Star possède un immeuble commercial situé à Mercer Street, Hong Kong, pour un investissement à long terme. En outre, la société a deux projets de développement à Macao, qui devraient être achevés en 2019 et 2023.

## Filiales
Les filiales de China Star Entertainment Group comprennent des sociétés de production telle que One Hundred Years of Film.

## Anciens logos